# Polylectie
De term polylectie (Oudgrieks πολύς polus: 'veel' en λεκτός lektós: 'gelezen, uitgekozen, verzameld') is van toepassing op insecten die een brede variatie aan planten bestuiven. Een polylectische bijensoort heeft weinig of geen voorkeur, bezoekt afwisselend verschillende plantensoorten en kan overweg met veel verschillende bloemtypen.
Dit in tegenstelling tot oligolectie, wat staat voor insecten die zeer selectief zijn in de keuze van bloemen.